# 不要不急の銀河
不要不急の銀河（ふようふきゅうのぎんが）は、2020年7月23日19:30～20:42、NHK総合テレビジョンで放映された、単発のテレビドラマ。
新型コロナウイルス騒動における自粛をテーマとした、ドラマとドキュメンタリーのドッキング番組である。
2020年9月26日19：30-21：00、NHK BSプレミアムで、未公開シーンを加えた「拡大版」が放映された。

## ドラマあらすじ
～不要不急でないものを探すよりも、不要不急なものを楽しくやったほうがいい
2020年5月、緊急事態宣言下の東京都の、小さなスナックバー。経営している家族も新型コロナウイルス騒動の嵐に襲われた。
父と母はスナックを続けるかやめるかで揉める。息子は彼女とキスに持ち込む策を思索する。
自粛警察の嵐の中、家族はどうなるか？

## ドキュメント概要
～今この時期にドラマを作っていいのか？　ドラマ制作も不要不急？
2020年5月から始まった、当該ドラマの企画始動からのメイキングを追ったものである。「コロナ感染のリスクを最低限に抑えつつ、多くの人々が「密」になってしまうドラマを安全に撮る。」の目的達成に向かう、スタッフ・出演者の奮闘を記録したものである。
衣装スタッフの「宮本まさ江」の紹介による、営業自粛中のスナックの取材も含め、このドキュメント全体が、ドラマの「前振り」となっている。

## キャスト

### スナック銀河
- 河原満（マスター）：リリー・フランキー
- 河原秋（満の妻）：夏帆
- 河原千代（満の祖母）：片桐はいり
- 河原八郎（満の祖父）：小林勝也
- 河原慧（長男・兄）：鈴木福
- 河原唄（長女・妹）：りり花

### 関係者
- 柚木夕香（慧の彼女）：茅島みずき
- 大森吾郎（銀河の常連客）：でんでん
- 白井邦夫（自粛警察）：梶原善
- 演歌歌手：安藤玉恵
- 平田敦子、平原テツ、五島百花、大水洋介

## スタッフ
- 原作・脚本：又吉直樹
- 演出：井上剛
- 音楽：大友良英
- EDテーマ：のん+大友良英スペシャルバンド「ファイト！」（中島みゆき版のカバー）
- VFXスーパーバイザー：尾上克郎
- 特殊映像編集：上田大樹
- 衣装コーディネート：宮本まさ江
- 安全衛生監修：産業医科大学（森晃爾、立石清一郎、宮本俊明、斎藤光正、宮内博幸）
- 監督補：林啓史
- タイトルデザイン：藤代雄一朗
- 構成協力：岩井秀人
- プロデュース：家冨未央
- 制作統括：杉江亮彦、篠原圭
- 制作著作：NHK